# Anaspis sibirica
Anaspis sibirica es una especie de coleóptero de la familia Scraptiidae.

## Distribución geográfica
Habita en Mongolia.